# Сола (певица)
Ким Ён Сон (кор. 김용선, кит. 金容仙; род. 21 февраля 1991 года, более известная под сценическим псевдонимом Сола) — южнокорейская певица. Является лидером и вокалисткой гёрл-группы Mamamoo.
Сольную карьеру Сола начала в 2020 году с выпуском дебютного цифрового мини альбома «Spit It Out».

## Биография
Сола родилась 21 февраля 1991 года в районе Кансогу, Сеул, Южная Корея. У неё в семье, помимо родителей, есть старшая сестра Ён Хи. Сола приходится тётей известному корейскому актёру Ким Су Ро. Окончила академический университет современной музыки.

## Карьера

### 2014: Дебют в Mamamoo и начинания в карьере
Сола дебютировала в составе гёрл-группы Mamamoo под руководством Rainbow Bridge World в июне 2014 года, став самой старшей участницей. Её псевдоним имеет два значения: 1) обозначение самых высоких музыкальных нот в октаве (соль и ля; от англ. So-La(r)); 2) последний слог «선» в корейском имени напоминает английское слово «солнце». До своего дебюта девушка очень близко подружилась с Мунбёль . Сола также была выбрана лидером Mamamoo по принципу старшинства.

### 2015—настоящее время: Сольная деятельность иSolar Sensitivity Part.6
23 октября 2015 года Сола выпускает свой первый сингл вне деятельности Mamamoo — «Lived Like A Fool (바보처럼 살았군요)», который становится первой частью специальной серии «Эмоции Солы» (англ. Solar Emotion). 11 декабря выходит второй цифровой сингл «Only Longing Grows (그리움만 쌓이네)», входящий в ту же серию.
В июне 2016 года Сола стала участницей реалити-шоу «Мы поженились», и её партнёром стал Эрик Нам. В конце года они одержали победу в номинации «Лучшая пара» на MBC Entertainment Awards.
24 апреля 2018 года состоялся релиз дебютного цифрового мини-альбома Solar Sensitivity Part.6, который включал в себя ремейки на популярные в прошлом корейские песни. С 27 по 29 апреля провела свои первые концерты из серии Solar Emotion Concert Blossom в женском университете Ихва в Сеуле; в июне выступила в Пусане.
В январе 2019 года Сола открыла свой канал на YouTube "Solarsido" (솔라 시도), а 16 февраля опубликовала свое первое видео. По состоянию на ноябрь 2020 года канал набрал более 2,5 миллиона подписчиков.
Она официально дебютировала соло с синглом «Spit It Out», который был выпущен вместе с видеоклипом 23 апреля 2020 года. В тот же день Сола дебютировала на M Countdown на Mnet. 28 апреля она выиграла свою первую награду на музыкальном шоу как сольная исполнительница на канале SBS MTV The Show.

## Дискография

### Мини-альбомы
| Название    | Детали                                                                                    | Пиковые позиции | Продажи       |
| Название    | Детали                                                                                    | KOR             | Продажи       |
| ----------- | ----------------------------------------------------------------------------------------- | --------------- | ------------- |
| Spit It Out | - Релиз: 23 апреля 2020 года (KOR) - Лэйбл: Rainbow Bridge - Формат: CD, digital download | 2               | - KOR: 84,568 |

## Концерты и туры
- Solar Emotion Concert Blossom в Сеуле (с 27 по 29 апреля 2018 года)
- Solar Emotion Concert Blossom в Пусане (16—17 июня 2018 года)

## Фильмография
| Год  |   | Русское название   | Оригинальное название | Роль              |
| ---- | - | ------------------ | --------------------- | ----------------- |
| 2015 | с | Воображаемая кошка | Imaginary Cat         | Чон Су Ин         |
| 2016 | с | Антураж            | Entourage             | В роли самой себя |

### Реалити-шоу
| Год  | Название      | Примечания                     |
| ---- | ------------- | ------------------------------ |
| 2016 | Мы поженились | Эпизоды 316—348 с Эриком Намом |

### Ведущая
| Год  | Название                | Примечание                                          |
| ---- | ----------------------- | --------------------------------------------------- |
| 2017 | Gaon Chart Music Awards | с Итхыком (Super Junior)                            |
| 2017 | KBS Song Festival       | с Кан Даниэлем, Йерин (GFriend) и Мингю (Seventeen) |

## Награды и номинации
| Год  | Премия                   | Номинация                             | Что номинировано | Результат |
| ---- | ------------------------ | ------------------------------------- | ---------------- | --------- |
| 2016 | MBC Entertainment Awards | Женский Новичок (Развлекательные шоу) | «Мы поженились»  | Номинация |
| 2016 | MBC Entertainment Awards | Лучшая пара (с Эриком Намом)          | «Мы поженились»  | Победа    |